# ريان تايلور (لاعب كرة قدم أمريكية)
ريان تايلور (بالإنجليزية: Ryan Taylor)‏ هو لاعب كرة قدم أمريكية أمريكي، ولد في 16 نوفمبر 1987 في وينستون-سالم في الولايات المتحدة.

## وصلات خارجية
- ريان تايلور على موقع مرجع كرة القدم المحترفة.كوم (الإنجليزية)